# Anzeigenblatt
Ein Anzeigenblatt ist ein Druckerzeugnis und gehört der Gattung der Zeitung an. Klassischerweise wird ein Anzeigenblatt kostenlos abgegeben und finanziert sich hauptsächlich durch Anzeigen. Es besteht eine Vielzahl von Synonymen wie Anzeigenzeitung, (kostenlose) Wochenzeitung, Wochenblatt oder Stadtteil-Zeitung. Die Titel werden in Österreich Regionale Wochenzeitungen, in Oberbayern und in der Schweiz häufig schlicht Anzeiger genannt. Im englischen Sprachraum werden sie als free papers bzw. (free) non-daily papers bezeichnet.
Anzeigenblätter sind nach der Definition des Bundesverbandes Deutscher Anzeigenblätter (BVDA) Presseprodukte, die kostenlos mindestens wöchentlich in regelmäßigen Abständen an die Haushalte eines festumrissenen Gebietes flächendeckend verteilt werden.

## Inhalte

### Redaktionelles
Der Aufwand, der in Anzeigenblättern bzw. Anzeigenzeitungen für die Erstellung des redaktionellen Teils getrieben wird, ist traditionell geringer als beispielsweise bei Tageszeitungen, aber es gibt hier durchaus hohe qualitative Schwankungen nach oben und unten.
Der redaktionelle Teil in Anzeigenzeitungen umfasst in der Regel zwischen 30 und 40 % des Gesamt-Seitenumfangs. Sie sind damit in Deutschland rechtlich als Presseprodukt definiert. Schwerpunkte sind Service-Tipps und vielfältige Einkaufsinformationen sowie Berichte über lokale oder überregionale Ereignisse. Diese finden sich vor allem auch in sonntäglich erscheinenden Titeln (z. B. aktuelle Bundesligaergebnisse, Bundespolitik, Themen aus aller Welt). Daher werden sie häufig dem Anspruch einer kostenlosen Sonntagszeitung gerecht.
Zu den Verbrauchertipps gehören zum Beispiel Themen rund um Bauen und Wohnen, Gesundheit und Wellness, Kfz, Mode, Reisen, Vorsorge oder Geldanlage, Apotheken- und Ärztenotdienste, Kinoprogramme etc. Nicht wenige Titel bieten hierzu Specials. Diese können teils in anderem Format als das eigentliche Anzeigenblatt erscheinen (z. B. als Magazin mit Hard-Cover-Ummantelung in DIN A4).

### Anzeigen und Beilagen
Anzeigenblätter enthalten typbedingt viele Anzeigen, sowohl des Handels (unter anderem Discounter, Fachgeschäfte z. B. für Elektronik, Bauen etc.) als auch private und geschäftliche Kleinanzeigen (unter anderem Immobilien, Kfz, Arbeiten, Bekanntschaften). Hierbei sind alle gängigen Sonderwerbeformen möglich.
Aus Sicht der Werbetreibenden ist die hohe Haushaltsabdeckung ein wesentlicher Grund für die Anzeigenschaltung.

## Geschichte

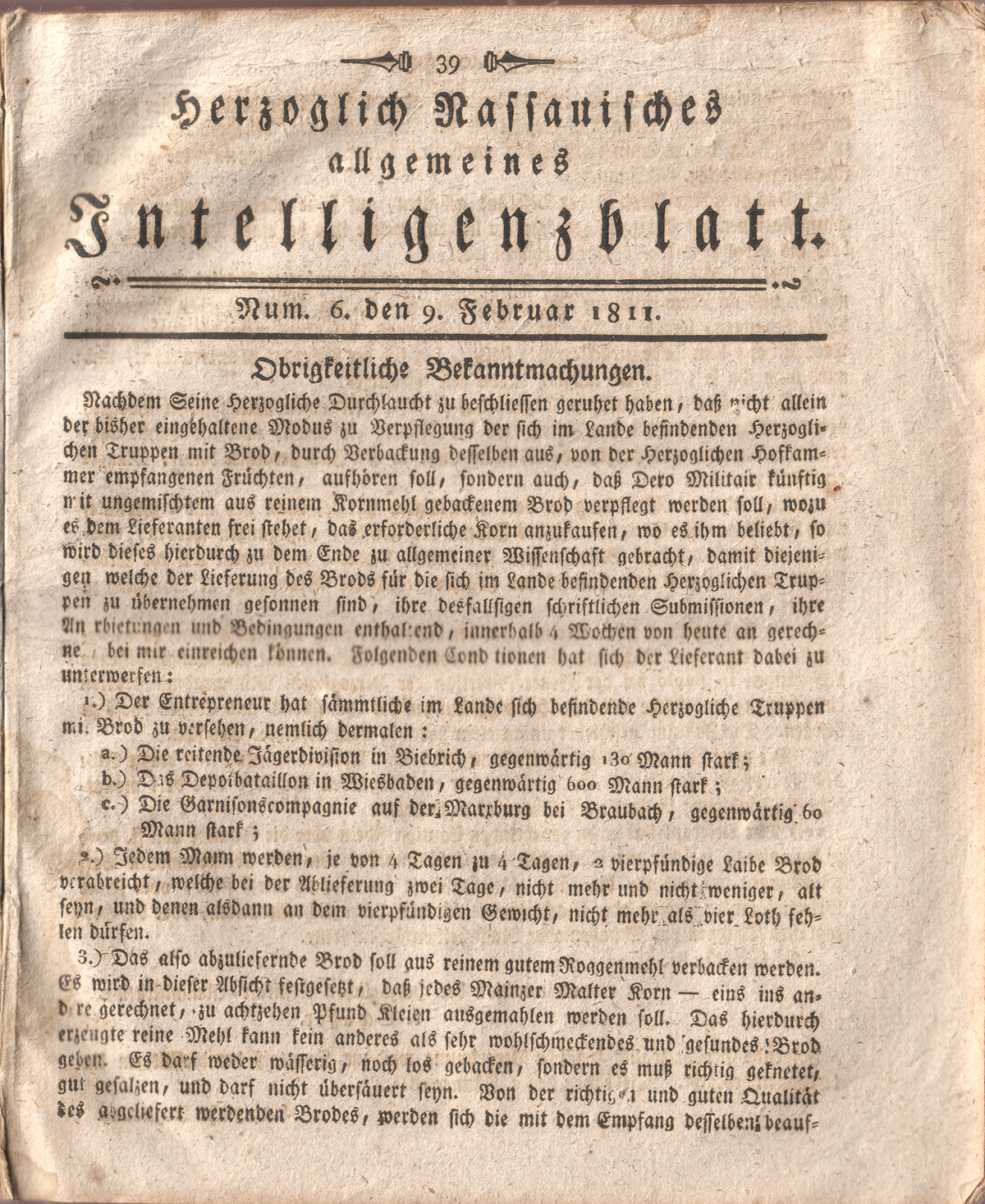
Intelligenzblatt

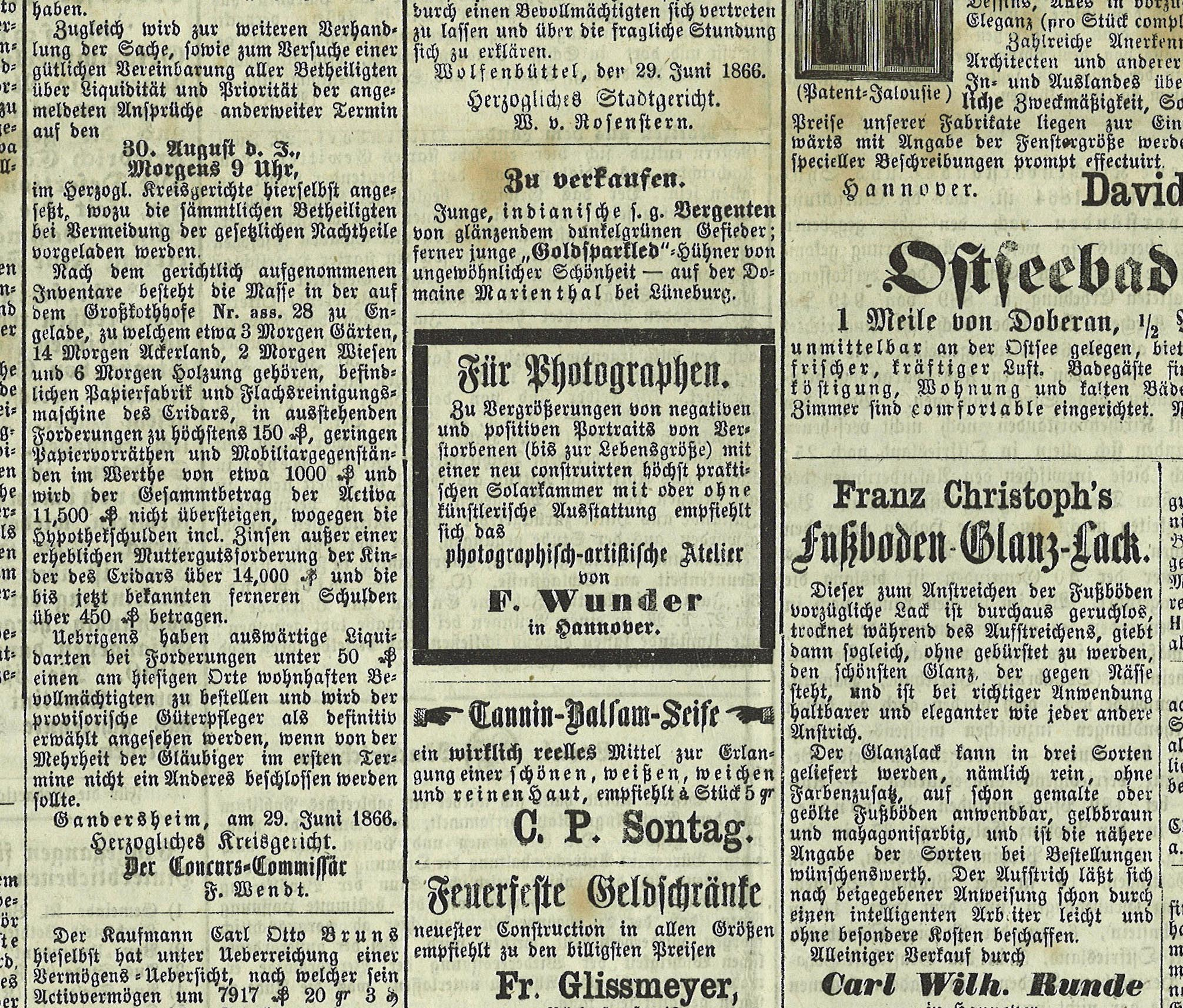
Anzeigen im Hannoverschen Kurier

Das „Intelligenzblatt“ war die erste Form eines Anzeigenblattes. Allerdings stellte es nicht etwa besondere Anforderungen an die Intelligenz, sondern es wendete sich an jeden, der sich informieren beziehungsweise „Einsicht“ nehmen wollte (intellegere). Ihre Geschichte begann in Frankreich. 1612 eröffnete der Pariser Arzt Théophraste Renaudot (1586–1653) ein Annoncenbüro („bureau d’adresses“). Eigentlich sollte es eine gemeinnützige Jobbörse für Vagabunden werden, etablierte sich aber als Infobörse für alle Art von Käufen, Verkäufen, offenen Stellen oder Reiseangelegenheiten. Die Nachfrage war so groß, dass die Angebote ab 1631 als „Feuille du bureau d’adresses“ („Blatt des Adressenbüros“) periodisch publiziert werden durfte und auch kostenlos verteilt wurde. Das Anzeigenblatt-Modell war geboren. Das erste Intelligenzblatt in deutschsprachigen Gebieten erschien am 1. Januar 1722 in Frankfurt am Main. Bis circa 1840 war das Anzeigenmonopol häufig den Intelligenzblättern staatlich zugeordnet. Dass in der Regel nur Anzeigen publiziert werden durften, hatte auch Vorteile: Intelligenzblätter blieben zum Beispiel von der napoleonischen Zeitungs-Verbotswelle des Jahres 1810 verschont.
Der Begriff Anzeigenblatt wurde parallel im deutschsprachigen Raum mindestens seit Mitte des 19. Jahrhunderts verwendet, wenn auch nicht unbedingt im heutigen Sinne einer kostenlosen Zeitung. So bestand 1843 ein Fürstlich Lippisches Regierungs- und Anzeigenblatt und 1851 ein Anzeigenblatt in Braunschweig. Ende 1857 begann die Grazer Tagespost, ihren Abonnenten zusätzlich das in ihrem Verlag erscheinende Anzeigenblatt kostenlos zuzustellen, um „den verehrten Lesern eine möglichst große Zahl von Ankündigungen zu bieten“, wodurch „die im Anzeigeblatt enthaltenen Ankündigungen auch die größte Verbreitung [gewinnen], was insbesonders dem inserirenden Publikum zu namhaftem Vortheile gereichen dürfte.“
Bis circa 1930 war der Name „Intelligenzblatt“ gebräuchlich. Der Historiker Friedrich Huneke verzeichnet 188 Gründungen an 166 Orten. Sein Kollege, der Bremer Presseforscher Professor Holger Böning, schätzt ihre Zahl auf mindestens 220 allein im 18. Jahrhundert (deutschsprachiger Raum). Die ZDB (www.Zeitschriftendatenbank.de) weist rund 560 aus. Heute gibt es in Deutschland nur noch eine Anzeigenzeitung, die sich so nennt – in Bayern (Dorfen). Mit der Machtübernahme der Nationalsozialisten in Deutschland 1933 wurde die Freiheit der Medien Schritt für Schritt abgeschafft. Betroffen waren auch Anzeigenblätter.
Mit Bekanntmachung des Werberates der deutschen Wirtschaft vom 20. Oktober 1934 wurde es den meisten verboten, Fremdanzeigen zu veröffentlichen, und sie durften nicht mehr gratis verteilt werden, sondern mussten einen Bezugspreis erheben. Damit wurde vielen Titeln die wirtschaftliche Grundlage entzogen.

### Älteste Titel Deutschlands in der Vor- und Nachkriegszeit
Am 21. September 1949 wurde die Generallizenz erteilt: Deutsche, die nicht beschuldigt waren (Entnazifizierung), durften eine Zeitung herausgeben. Anzeigenblätter erschienen zunehmend wieder bzw. wurden neu gegründet. Zu den ältesten heute noch am Markt befindlichen gehören die 1931 gegründete Eschweiler Filmpost und der 1879 in Annweiler (Rheinland-Pfalz) gegründete Trifels Kurier. Er erschien nach heutiger Einschätzung erst ab ca. 1949 als Anzeigenblatt. Davor war er Wochen- und Tageszeitung. Der ursprünglich als lokales Pfarrnachrichtenblatt den Haushalten zugestellte Westend Anzeiger (Gruppe Münchner Wochenanzeiger) erschien in München erstmals 1926. Ebenfalls zu den ältesten Titeln gehören der 1943 gegründete Sendlinger Anzeiger (Gruppe Münchner Wochenanzeiger), die 1946 gegründeten Lippischen Neuesten Nachrichten (Detmold) oder der Kulmbacher Anzeiger (1949). Zuletzt genannter Titel erschien zunächst als reines „Annoncen-Blatt“ auf nur zwei Seiten. Er publizierte ausschließlich Geschäftsanzeigen jeglicher Art. Redaktionelle Beiträge fehlten völlig. Mit dem Erscheinen des „Annoncen-Blatts“ allerdings bot sich vor allem dem Kulmbacher Einzelhandel eine gute Möglichkeit, seine Waren anzupreisen. Später erst kamen auch redaktionelle Beiträge hinzu.
Ebenfalls zu den ältesten Titeln gehören jene, die in den 50er Jahren gegründet wurden. So zum Beispiel der „Lokalanzeiger Waldbröl“, der „Weilimdorfer Anzeiger“ oder das „Langenhagener Echo/Wedemark Echo“ (alle 1950), der „Gemeinde Anzeiger“, der „Freiburger Wochenbericht“ oder der „Amper Bote“ in Dachau (alle 1952), das „Wochenblatt Hassloch“ (1953), die „Zuffenhäuser Woche“ (1954), das Stuttgarter Wochenblatt (1955), das „Heimat Echo“ aus Hamburg (1957), der „Kölner Wochenspiegel“ (1958) oder der „Saarbrücker Wochenspiegel“ (1959).
Wurden im 18. und 19. Jahrhundert aus Intelligenz- bzw. Anzeigenblättern häufig Tageszeitungen, gab es Ende des 20. Jahrhunderts vereinzelt gegenläufige Entwicklungen: Kostenpflichtige Tages- oder Wochenzeitungen wurden in kostenlose Anzeigenblätter umgewandelt: der 1931 gegründete „Rheinische Anzeiger“ in Dormagen (1994), der 1890 als Bremer Bürger-Zeitung gegründete „Bremer Anzeiger“ (1976), ebenso das 1946 gegründete Spandauer Volksblatt. Der Titel wurde 1992 in eine kostenpflichtige Wochenzeitung umgestellt und erscheint seit 1994 als eine Lokalausgabe der Anzeigenzeitungen Berliner Woche („Ihre Wochenzeitung“) – allerdings nach wie vor unter dem Namen „Spandauer Volksblatt“. Ein ähnlich wechselvolles Dasein weist der seit 1879 in Annweiler am Trifels publizierte „Trifels Kurier“ auf: zuerst erschien er als normale kostenpflichtige Wochenzeitung, dann 1924 bis 1945 wurde er als Tageszeitung publiziert und ist seit circa 1949 als kostenloses Wochenblatt in der Region etabliert („Bote vom Trifels: Anzeigen und Mitteilungen für Annweiler am Trifels“).

### Gründungswellen/Entwicklung Anzeigenblätter in Deutschland seit 1960
1964 gab es bereits 170 Wochenblätter bei wöchentlich 2 Mio. Exemplaren. Zwischen 1970 und 1985 kam es zu einem wahren Gründungsboom. Wurden 1970 insgesamt 335 Titel mit einer Auflage von 9 Mio. Exemplaren publiziert, waren es 1980 bereits 750 Titel mit 32 Mio. und 1985 49,7 Mio. Exemplare – fast 2/3 der Auflage, die heute (2006) zu verzeichnen ist. Zwischen 1990 (Wiedervereinigung) und 2000 entstanden weitere 300 Titel – überwiegend in Ost-Deutschland.
Im März 2022 lag die Gesamtanzahl der Titel bei 856, mit einer wöchentlichen Gesamtauflage von 58,9 Mio.

## Anzeigenblätter in Deutschland

### Leser und Nutzung
Die Bedeutung von Anzeigenblättern als Informationsquelle für die lokale Konsum- und Lebenswelt hat das Institut für Demoskopie Allensbach im Auftrag des BVDA untersucht. Für die Studie im Jahr 2013 wurden mehr als 25.000 Personen befragt; sie ist damit repräsentativ für die Bevölkerung in Deutschland ab 14 Jahre.
Reichweiten und Frequenz
Anzeigenblätter erreichen fast die gesamte Bevölkerung: Der weiteste Leserkreis (WLK) beträgt 82,9 Prozent (Bevölkerung ab 14 Jahre). Bei den über 60-Jährigen liegt er bei 88,9 Prozent, bei den unter 30-Jährigen bei 70,6 Prozent. Die überwältigende Mehrheit nutzt sie regelmäßig oder fast regelmäßig (56,4 Prozent). Weitere 20 Prozent lesen Anzeigenblätter etwa zwei- bis dreimal pro Monat.
Informationsquelle für Einkäufe
Anzeigenblätter sind eine wichtige Informationsquelle für Einkäufe – auch aus Sicht der jungen Generation: So antworteten beispielsweise auf die Frage: „Wo bekommt man ihrer Meinung nach interessante Einkaufstipps und Informationen über Sonderangebote?“ zwei von drei Deutschen: „Im Anzeigenblatt“. Danach erst folgen regionale Tageszeitung (54 Prozent), persönliche Gespräche (34 Prozent) und Zeitschriften/Stadtmagazine (18 Prozent). Das Internet kommt mit acht Prozent erst auf Platz 5.
Als Informationsquelle über die lokale Konsum- und Lebenswelt ist das Internet auch heute noch von untergeordneter Bedeutung. So hielten 23 Prozent der Deutschen das Internet für eine gute Quelle über Lokalpolitik und lokale Entwicklungen, beim Thema Einkaufsmöglichkeiten und Sonderangebote waren es acht Prozent. Bei den unter 30-Jährigen liegt der Anteil höher (37 bzw. 18 Prozent).
Das hohe Interesse an werblichen Informationen spiegelt sich auch in folgendem Ergebnis wider: Jeder zweite Anzeigenblattleser in Deutschland ab 16 Jahre schätzt bei dem eigenen Anzeigenblatt die Beilage „vieler interessanter Prospekte“, das sind über 31 Millionen Menschen. Bei Interessenten an Einkaufstipps und Lesern mit ausgeprägter Bindung an das Blatt ist dieser Anteil noch höher (56 bzw. 64 Prozent).

### Zustellung, Zusteller und Empfänger

Verbot von Werbeeinwurf und Hauswurfsendungen

Anzeigenblätter werden in einem definierten Gebiet in der Regel allen erreichbaren Haushalten als Hauswurfsendungen kostenlos und unverlangt zugestellt. Rund 170.000 Zusteller stellen – meist als Mini-Jobber – die Wochenblätter zu. 57 % sind Schüler oder Studenten (Übrige: Rentner, Hausfrauen etc.). 
Bei Anzeigenblättern handelt es sich meist auch um unerwünschte Werbung, weil ein großer Teil Werbung, Anzeigen und Werbebeilagen ist, aus denen sich die kostenlosen Anzeigenblätter finanzieren. Verweigerung von unerwünschter Werbung wird in Deutschland vom Recht auf informationelle Selbstbestimmung geschützt.
Kostenlose Anzeigenblättern dürfen und werden jedoch als Presseprodukte bezeichnet und auch Werbeverweigerern zugestellt. Hier reicht der Hinweis „keine Werbung“ nicht aus, um sich vor der unerwünschten Zustellung dieser unverlangten Hauswurfsendungen zu schützen. Hier muss der Hinweis um den Zusatz „keine kostenlosen Zeitungen“ ergänzt werden (OLG Hamm, Urteil vom 14. Juli 2011, Az. I-4 U 42/11). Zusteller und Prospektverteiler dürfen hier keine nicht persönlich adressierte Hauswurfsendung und Werbematerialien einwerfen. Es kann auch über eine ausdrückliche Mitteilung an das Anzeigenblatt-Unternehmen die Zustellung verweigert werden. Die Verlage geben an, die Zustellleistungen durch unterschiedlichste Kontrollmethoden zu prüfen.

### Umsatz, Titelanzahl, Auflagen und Erscheinungsweise

#### Nettowerbeumsatz
Die Titel finanzieren sich ausschließlich aus Werbeerlösen (Anzeigen und Beilagen).
Die Anzeigenblätter in Deutschland verzeichneten im Geschäftsjahr 2012 bei den Nettowerbeumsätzen einen leichten Rückgang um 2,8 Prozent. Nach dem bereits erfolgreichen Geschäftsjahr 2011 gelang es Deutschlands Wochenblättern mit 2,001 Milliarden Euro Nettowerbeumsatz erneut ein sehr gutes Ergebnis in ihrer Geschichte zu erzielen. Die Anzeigenblätter blieben auch 2012 der drittgrößte Werbeträger in Deutschland hinter dem Fernsehen und den Tageszeitungen.

#### Aktuelle Titel- und Auflagenzahlen
Es sind im Jahr 2012 473 Verlage in Deutschland tätig, die insgesamt 1.435 Titel herausgeben (Stand 1. Januar 2013). Die Gesamtauflage der Anzeigenblätter in Deutschland beträgt 94 Mio. Mit einer Auflage von 65,2 Mio. stellen die im BVDA organisierten Titel rund 70 % der Gesamtauflage.

#### Erscheinungsweise und -tage
Wichtigstes Kriterium für den Erscheinungstag von Anzeigenblätter sind die Bedürfnisse des Handels. Dabei zeigen sich klare Publikationsschwerpunkte zur Wochenmitte und zum Wochenende.
51 Prozent aller Titel erscheinen am Mittwoch (743). Am Donnerstag erscheinen 155 Titel. Das bedeutet: am Mittwoch und Donnerstag werden 63 Prozent aller Anzeigenblätter publiziert.
Neben der Wochenmitte hat sich als weiterer Schwerpunkt das Wochenende herauskristallisiert. Aktuell erscheinen 259 Titel am Sonntag mit 20,5 Mio. Exemplaren (2011: 21,8). Das entspricht einem Marktanteil von 21,8 Prozent (Anteil AB-Auflage). Am Samstag hat es mit 247 Anzeigenblättern bei 19,9 Mio. Exemplaren einen deutlichen Zuwachs gegeben. Somit erscheinen rund zwei Drittel aller Anzeigenblätter in Deutschland unterhalb der Woche, rund ein Drittel erscheint am Wochenende.

#### Auflagengrößenklassen
Rund 34,9 % der Titel werden mit einer Auflage zwischen 25.001 und 50.000 Exemplaren verlegt, 28 % zwischen 50.001 und 100.000 Exemplaren und 20 % mit einer Auflagenhöhe zwischen 10.001 und 25.000 Exemplaren. Deutlich weniger Titel erscheinen mit Auflagen der Größenklasse 100.001 bis 200.000 (9,1 %) sowie Titel mit mehr als 200.000 Auflage (4,9 %). Berücksichtigt man, dass die auflagenschwächsten, wöchentlich erscheinenden Titel Auflagen um die 3.000 Exemplare aufweisen, die auflagenstärksten auf 800.000 bis 1,53 Mio. Exemplare kommen, zeigt sich das breite Spektrum von Anzeigenzeitungen in Deutschland. Die hochauflagigen Titel weisen in der Regel zahlreiche Unterausgaben auf.

### Layout, Druck und Seitenumfang
Die überwiegende Anzahl der Titel wird fast durchgehend vierfarbig gedruckt. Freisteller-Fotos oder Anreißer auf der ersten Seite sind keine Seltenheit. Manche Titel sind im Boulevard-, andere im klassischen Zeitungsstil gehalten. Der Seitenumfang bewegt sich meist zwischen 12 und 38 Seiten. Anzeigenblätter werden zu 90 % in den klassischen Zeitungsformaten (Rheinisches, Berliner, Nordisches) sowie zu 10 % im kleineren Tabloid-Format publiziert.

### Rechtliche Aspekte
Eine Reihe von rechtlichen Aspekten werden im Zusammenhang mit Anzeigenblättern diskutiert.

#### Wettbewerbswidrigkeit
Die Frage, ob eine kostenlose Abgabe von Anzeigenblättern mit dem Gesetz gegen den unlauteren Wettbewerb vereinbar sei, musste höchstrichterlich geklärt werden.
Unter Bezugnahme auf den § 1 des UWG alter Fassung (vor 8. Juli 2004) („Wer im geschäftlichen Verkehre zu Zwecken des Wettbewerbes Handlungen vornimmt, die gegen die guten Sitten verstoßen[…]“) hatte der Bundesgerichtshof (GRUR 1969, 287 – Stuttgarter Wochenblatt I) in seinem Urteil vom 18. Dezember 1968 die Zulässigkeit der unentgeltlichen Abgabe von Anzeigenblättern mit redaktionellem Teil noch bezweifelt.
Endgültig Klarheit bereitete der Bundesgerichtshof in seinem Urteil vom 26. März 1971 (GRUR 1971, 477 – Stuttgarter Wochenblatt II). Es wurde das Recht der Bürger auf unentgeltliche Informationen sowohl redaktioneller als auch werblicher Art bestätigt.

#### Einstufung der Anzeigenblätter als Presse
Weitere Urteile, in denen Anzeigenblätter als Presseprodukte mit entsprechenden Rechten gewertet wurden: LG Freiburg (6. Juni 1969), BKA Berlin (02/1978), LG Bonn (29. Mai 1979), OLG Hamm (15. November 1979) und LG Osnabrück (23. Mai 1984). Außerdem: BGH (1972, NJW), Freiburger Wochenbericht (1956), Hanseatisches Oberlandesgericht (Urteil v. 27. Januar 2005, 3 U 113/04, JurPC Web-Dok. 96/2005, Abs. 1 – 68; Zitat: „Der Pressebegriff ist weit und formal aufzufassen, so fallen z. B. auch Anzeigenblätter darunter“). Die Auslegung des Begriffs „Presse“ bestimmt sich nach formalen Kriterien, bezogen auf die Herstellungs- und Vervielfältigungsmethoden. Geschützt werden daher alle zur Verbreitung an die Allgemeinheit geeigneten und bestimmten Druckerzeugnisse. Es verbietet sich eine nach dem Inhalt der Druckerzeugnisse vorgenommene Differenzierung. Andernfalls würde der Schutz der Pressefreiheit unzulässig verkürzt.
Doch nicht nur Anzeigenblätter oder Tageszeitungen, sondern der Anzeigenteil (die Anzeige) selbst erfüllt die öffentliche Aufgabe der Presse mit und unterliegt deshalb ebenfalls generell der Pressefreiheit. In seiner Südkurier-Entscheidung aus dem Jahre 1967 billigte das Bundesverfassungsgericht (BVerfG) dem Anzeigenteil die Eigenschaft von presserechtlich geschützten Nachrichten zu. Ausgehend von der Erkenntnis, dass von der Pressefreiheit nicht nur die Verbreitung eigener Meinungen, sondern auch die reiner Nachrichten ohne eigene Stellungnahmen erfasst wird, begründet das BverfG (BVerfGE 21, S. 271/278 ff. – Südkurier; 64, 108/114f.) den Schutz von Anzeigen mit der Erwägung, dass auch diese Nachrichten darstellen. Der Schutz des Anzeigenteils könne sich auch aus der Finanzierungsfunktion ergeben, nämlich für den Fall, dass dieser die unentbehrliche wirtschaftliche Voraussetzung für eine vom Staat unabhängige Presse ist. Diese Beurteilung der Anzeige und die sich daraus ergebenden presserechtlichen Konsequenzen gelten also zum Beispiel sowohl für Tageszeitungen wie auch für Anzeigenblätter – unabhängig von Umfang und Gestaltung des redaktionellen Teils (BGHZ – Entscheidung des Bundesgerichtshofs, 51, 236/246 – Stuttgarter Wochenblatt I; AfP 1992, 65/67 – Amtsanzeiger).

#### Trennung redaktioneller Teil und Werbung
Wie für alle Medien gilt für Anzeigenblätter das Trennungsgebot für redaktionelle Inhalte und Werbung. Alles andere wäre sog. Schleichwerbung und ist nach dem Wettbewerbsrecht (§ 4 Nr. 3 UWG) nicht zulässig.
Vielfach wurde Anzeigenblättern vorgeworfen, diese Trennung nicht konsequent zu beachten.

#### Zustellverbote/Werbeverweigerer
Anzeigenblätter gehören nicht zur klassischen Werbung und werden der Presse zugeordnet. Bedingt durch den nicht unerheblichen redaktionellen Teil dürfen sie auch Werbeverweigerern zugestellt werden. Ein Briefkasten-Aufkleber „Bitte keine Werbung“ betrifft also nicht die Zustellung von Anzeigenblättern. Ein Briefkasten-Aufkleber „Bitte keine kostenlosen (bzw. unbestellte) Zeitungen“ betrifft das Objekt genauer und wird eher beachtet. Hierzu stellt das OLG Stuttgart (Urteil vom 12. November 1993 (2 U 117/93)) fest: „Solche Empfänger des Wochenblatts, die sich belästigt fühlen, können den weiteren Einwurf mit wenig Aufwand schon durch das Anbringen eines deutlicheren Aufklebers oder durch eine telefonische/schriftliche Mitteilung an die Bekl. verhindern und (notfalls) gerichtlich erzwingen.“ Dennoch wurde das Recht der Zustellung in mehreren Urteilen von Oberlandesgerichten bestätigt (vgl. auch Bodendorf in AfP 4/89 S. 322–325 „Die Verteilung von Anzeigenblättern gegen den Willen der Adressaten“). Das Oberlandesgericht Stuttgart stellte zum Beispiel im Urteil vom 12. November 1993 (2 U 117/93) den grundsätzlichen Pressestatus der Anzeigenblätter zum wiederholten Male fest und entschied damit die Vertriebsfrage zu ihren Gunsten.

#### Zustellung von Anzeigenblättern (und Prospekten) am Sonntag
Mit Inkrafttreten des neuen Arbeitszeitgesetzes (ArbZG) am 6. Juni 1994 wurde die Arbeitszeitordnung von 1938 abgelöst. Insbesondere wurde durch die neue Regelung die Arbeit an Sonn- und Feiertagen auch aus wirtschaftlichen Gründen zugelassen. Mit dem neuen Arbeitszeitgesetz wurde die Zustellung von Wochenblättern an Sonn- und Feiertagen bundesweit erlaubt. Bis 1994 war die Zustellung von Anzeigenblättern an Sonn- oder Feiertagen rechtlich umstritten und vielfach sogar verboten.

#### Redaktionsdatenschutz
Die Verhandlungen zum Redaktionsdatenschutz unter der Regie des Deutschen Presserates betrafen ausdrücklich auch die Anzeigenblätter. Aufgrund einer EU-Richtlinie wurde die Änderung des Bundesdatenschutzgesetzes (BDSG) notwendig, die eine deutliche Einschränkung der Presseprivilegien befürchten ließ. Diese Verschärfung konnte dadurch abgewendet werden, dass der Redaktionsdatenschutz in der Selbstkontrolle des Deutschen Presserates reguliert wird. Eine Forderung des Innenministers war, dass die Anzeigenblätter in dieses System einbezogen werden (vgl. Pressemitteilung des Deutschen Presserates vom 28. November 2001).

## Anzeigenblätter in Österreich
In Österreich heißen Anzeigenblätter „Kostenlose Wochenzeitungen“ oder „Regionalzeitungen“. Sie verfügen in der Regel über 50 % Anteil an redaktioneller Berichterstattung. Laut der vom Verband der Regionalmedien Österreichs publizierten Studie „RegioPrint2005“ verfügen Österreichs Anzeigenblätter über eine Reichweite in der Wohn-Bevölkerung ab 14 Jahren von 76 % (LpA). Dies entspricht 5,1 Mio. Leser bzw. 8,5 Mio. Kontakte.

### Begriff
Wie in Deutschland ist der Begriff „Anzeigenblatt“ in Österreich deutlich negativ besetzt und viele Verlage empfinden eine solche Bezeichnung gar als Schimpfwort, da die Titel in der Regel gut 50 % Redaktion aufweisen, und die Verleger großen Wert darauf legen, nicht als Anzeigenblätter bezeichnet zu werden. Als Anzeigenblatt werden in der Regel nur jene Titel bezeichnet, die ausschließlich Anzeigen publizieren – und das ist die absolute Minderheit. Anzeigenblätter heißen in Österreich „Regionale (kostenlose) Wochenzeitungen“ oder schlicht „Regionalmedien/Regionalzeitungen“.

### Auflage
Ähnlich wie in Deutschland stehen Österreichs Anzeigenblätter sehr gut da. Besonders in der Zeit vor 2000 gab es vor allem hinsichtlich der Auflage deutliche Anstiege. Lag sie 1999/2000 bei circa 6 Millionen Exemplaren, wird sie nun auf 8 Millionen beziffert. In der Alpenrepublik gibt es nach Schätzungen circa 200 Anzeigenblätter – in etwa so viel wie vor sechs Jahren.

### Lesedauer
Laut RegionPrint liegt die Lesedauer vieler Titel, ähnlich wie in Deutschland, deutlich über 20 Minuten (aber in der Regel unter 30). Die Titel-Auflagen variieren ebenfalls stark. So wird beispielsweise das Bezirksjournal Wien mit 592.000 Exemplaren 14-täglich verbreitet. Die Kärntner Woche aus Klagenfurt wiederum erscheint wöchentlich, mittwochs, und wird mit 219.462 Exemplaren (ÖAK) den Haushalten zugestellt. Manche Titel bringen es auf über 20 Unterausgaben. Allerdings werden von den 8 Millionen Anzeigenblättern/Regionalen kostenlosen Wochenzeitungen nur rund 3,4 Millionen Auflagen geprüft – und zwar von der Österreichischen Gemeinschaft zur Feststellung der Verbreitung von Werbeträgern/Österreichische Auflagenkontrolle (ÖAK). Dies entspricht einer Marktabdeckung von 46,5 %.

### Umsatz
Im Gegensatz zu Deutschland, wo traditionell sehr stark mit Statistiken gearbeitet wird, gibt es in Österreich häufig keine kontinuierliche Statistik. Deshalb wird beispielsweise der Umsatz für Anzeigenblätter / Kostenlose Wochenzeitungen derzeit lediglich auf Grund von Erhebungen geschätzt und liegt demnach bei ca. 175 Mio. € netto im Jahr bei im einstelligen Bereich deutlich steigender Tendenz. Neuerdings erhebt der Verband auch bei seinen Mitgliedern monatlich die Netto-Umsatzentwicklung um konkreteres Datenmaterial zur Hand zu haben.

### Verband der Regionalmedien Österreichs
So gut wie alle wichtigen Anzeigenblätter/Kostenlosen Wochenzeitungen sind im Verband der Regionalmedien Österreichs (VRM) organisiert. Von den in Österreich insgesamt 200 Titeln, die vorwiegend wöchentlich erscheinen, sind rund 148 im Verband. Das entspricht einer Auflage von 7,3 Millionen Exemplaren pro Erscheinungsintervall.